# Jan-Niklas Beste
Jan-Niklas Beste (Hamm, 4 gennaio 1999) è un calciatore tedesco, centrocampista del Friburgo.

## Caratteristiche tecniche
È un esterno sinistro.

## Carriera

### Club
Cresciuto nel settore giovanile del Borussia Dortmund, ha esordito in prima squadra il 12 agosto 2017 disputando l'incontro di DFB-Pokal vinto 4-0 contro il Rielasingen-Arlen.
La consacrazione con l'Heidenheim e il passaggio al Benfica
Dopo aver giocato nella seconda squadra del Werder Brema ed essere stato in prestito tra l'Olanda e la Zweite Bundesliga,  15 giugno 2022 firma un contratto triennale con l'Heidenheim. Dopo aver fornito un assist al suo debutto, realizza la sua prima rete alla quarta di campionato, nella vittoria esterna per 0-3 sul Norimberga, diventando subito uno dei giocatori chiave della rosa. Il suo rendimento risulta chiave anche nel finale di stagione: decide dapprima la sfida della penultima giornata contro il Sandhausen, segnando l'unico gol dell'incontro, per poi realizzare uno dei due gol che aiuteranno l'Heidenheim a rimontare, nei minuti finali, il Ratisbona (sua ex squadra), vittoria che permetterà ai suoi non solo di essere promossi per la prima volta in Bundesliga, ma anche di vincere il titolo. Conclude la sua prima stagione con 12 gol e 14 assist in 36 partite.
Anche nella stagione seguente Beste si rivela fondamentale per la squadra, aiutando l'Heidenheim a qualificarsi per la prima volta alle coppe europee in virtù dell'ottavo posto ottenuto all'ultima giornata. Bagna il debutto con un gol su punizione contro l'Hoffenheim, ripetendosi anche contro altre formazioni blasonate, quali Union Berlino, Werder Brema e Bayern Monaco; il 9 dicembre mette a referto 3 assist nella partita contro il Darmstadt, vinta 3-2. Chiude la stagione con un gol e un assist nell'ultima partita di campionato contro il Colonia, vinta per 4-1, per un totale di 8 gol e 14 assist in 32 presenze.
L'11 luglio 2024 viene ufficializzato il suo passaggio ai portoghesi del Benfica, con cui sottoscrive un quadriennale.
Nazionale
Ha giocato nelle nazionali giovanili tedesche Under-17, Under-18, Under-19 e Under-20.
Il 14 marzo 2024 viene convocato per la prima volta in nazionale maggiore; al contempo diviene il primo giocatore nella storia dell'Heidenheim a essere convocato dalla Mannschaft.

## Statistiche
Statistiche aggiornate al 15 settembre 2019.

### Presenze e reti nei club
| Stagione        | Squadra           | Campionato      | Campionato | Campionato | Coppe nazionali | Coppe nazionali | Coppe nazionali | Coppe continentali | Coppe continentali | Coppe continentali | Altre coppe | Altre coppe | Altre coppe | Totale | Totale | Totale |
| Stagione        | Squadra           | Comp            | Pres       | Reti       | Comp            | Pres            | Reti            | Comp               | Pres               | Reti               | Comp        | Pres        | Reti        | Pres   | Reti   |        |
| --------------- | ----------------- | --------------- | ---------- | ---------- | --------------- | --------------- | --------------- | ------------------ | ------------------ | ------------------ | ----------- | ----------- | ----------- | ------ | ------ | ------ |
| 2017-2018       | Borussia Dortmund | BL              | 0          | 0          | CG              | 1               | 0               | UCL+UEL            | 0                  | 0                  |             | -           | -           | 1      | 0      |        |
| 2018-2019       | Werder Brema II   | RL              | 28         | 2          |                 | -               | -               |                    | -                  | -                  |             | -           | -           | 28     | 2      |        |
| 2019-2020       | Emmen             | ED              | 3          | 0          | CO              | 0               | 0               |                    | -                  | -                  |             | -           | -           | 3      | 0      |        |
| Totale carriera | Totale carriera   | Totale carriera | 31         | 2          |                 | 1               | 0               |                    | 0                  | 0                  |             | -           | -           | 32     | 2      |        |

## Palmarès

### Club

#### Competizioni nazionali
- Campionato tedesco di seconda divisione: 1

Heidenheim: 2022-2023
- Coppa di Lega portoghese: 1

Benfica: 2024-2025